# Egercsehi
Egercsehi község Heves vármegye Egri járásában.

## Fekvése
A vármegye északi részén fekszik, az Ózd–Egercsehi-medencében, a Bükk-vidék területén, a megyeszékhely Egertől 23 kilométerre északra. Közelében ered a Villó-patak. Természetes növényzetét cseres tölgyesek, bükkösök alkotják. A falu jellege szerint részben patak menti, részben út menti település, a községtől keletre dombon álló templommal, északi részén kúriával és tőle különállóan elterülő bányateleppel.

### Megközelítése
Csak közúton érhető el, legegyszerűbben a 25-ös főúton, mely belterületének a nyugati felén végig is húzódik; keleti felének főutcája a 2510-es út.
Vasútvonal nem érinti, a legközelebbi vasúti csatlakozási lehetőséget az Eger–Putnok-vasútvonal Szarvaskő megállóhelye kínálja. Egerből autóbuszjárat közlekedik a községbe.

## Története
Egercsehit 1285-ben említi először egy oklevél terra Cheh alakban, a Baksa nemzetség birtokában, és ezen a néven maradt egészen 1903-ig. Ekkor vette fel földrajzi helyzetére utaló Eger nevet. 1285-ben Baksa Simon fia, Dénes a Zempléni Vily faluért elcserélte. 1546–1549 között köznemesek birtoka. Eger 1552. évi ostroma idején a törökök elpusztították, és csak 1564-ben kezdett újra benépesülni.
1791. augusztus 23-án villámcsapás miatt az egész község leégett. 1820 körül birtokos lett itt Beniczky Márton, majd Tamás, akitől unokaöccse, Zsigmond örökölte a birtokot, s felépítette a Beniczky-kastélyt. Rajta kívül a 19. század első felében az Eszenyi, Losonczy és Sütő családok is szereztek itt apróbb birtokrészeket.
A 20. század első felében a település profilja teljesen megváltozott a kőszénbányászat megjelenésével. Beniczky György, az akkori földbirtokos nevéhez fűződik a bányaüzem megnyitása, amely Heves vármegye egyetlen mélyművelésű és egyben legnagyobb szénbányája lett, amely Észak-Magyarország egyik legjobb minőségű szenét adta.
A bányát 1990-ben bezárták, ami a környéken lakók munkalehetőségét nagy mértékben csökkentette.

## Közélete

### Polgármesterei
- 1990–1994: Szabó István (MSZP)[3]
- 1994–1998: Szabó István (MSZP)[4]
- 1998–2002: Szabó István (független)[5]
- 2002–2006: Tóth Andrásné (Munkáspárt)[6]
- 2006–2010: Tóth Andrásné (Munkáspárt 2006)[7]
- 2010–2014: Tóth Andrásné (Munkáspárt 2006)[8]
- 2014–2019: Kovács András (független)[9]
- 2019–2024: Kovács András (független)[10]
- 2024– : Kovács András (független)[1]

## Népesség
A település népességének változása:
| Lakosok száma | 1346 | 1334 | 1320 | 1281 | 1240 | 1256 | 1241 |
|               | 2013 | 2014 | 2015 | 2021 | 2022 | 2023 | 2024 |

2001-ben a település lakosságának 97%-a magyar, 3%-a cigány nemzetiségűnek vallotta magát.
A 2011-es népszámlálás során a lakosok 82,3%-a magyarnak, 8,4% cigánynak, 0,5% németnek mondta magát (17,6% nem nyilatkozott; a kettős identitások miatt a végösszeg nagyobb lehet 100%-nál). A vallási megoszlás a következő volt: római katolikus 33%, református 3,6%, evangélikus 0,4%, görögkatolikus 0,4%, felekezeten kívüli 26,8% (34,4% nem nyilatkozott).
2022-ben a lakosság 90%-a vallotta magát magyarnak, 4,4% cigánynak, 0,6% németnek, 0,2% szlováknak, 0,2% románnak, 0,1-0,1% szerbnek és lengyelnek, 1,7% egyéb, nem hazai nemzetiségűnek (9,9% nem nyilatkozott; a kettős identitások miatt a végösszeg nagyobb lehet 100%-nál). Vallásuk szerint 21,5% volt római katolikus, 3,1% református, 0,4% evangélikus, 0,2% görög katolikus, 0,1% izraelita, 0,1% ortodox, 3% egyéb keresztény, 6,8% egyéb katolikus, 18,6% felekezeten kívüli (46,2% nem válaszolt).

## Nevezetességei
- Római katolikus templom. 1734-ben épült barokk stílusban. Rózsafüzér Királynéja tiszteletére van felszentelve.
- Beniczky-féle kastély. 1830 körül épült klasszicista stílusban.

## Ismert emberek

### Egercsehiben született
- 1872. március 7-én Beniczky Elemér magyar földbirtokos, szolgabíró, országgyűlési képviselő (itt is halt meg, 1958 november 27-én).
- 1912. április 13-án Benedek Endre barlangkutató.
- 1919. október 10-én Medgyessy Pál matematikus.
- 1931. március 20-án Avar István, a Nemzet Színésze címmel kitüntetett, Kossuth- és  kétszeres Jászai Mari-díjas magyar színész, érdemes és kiváló művész.